# Lago Toplitz
Il lago Toplitz (in tedesco: Toplitzsee) è un lago che si trova in un'area montuosa occupata da fitti boschi sulle Alpi Centro-orientali austriache. È circondato da scogliere e foreste e fa parte della zona dei laghi del Salzkammergut sui monti Totes. 
Le acque del lago Toplitz sono completamente prive di ossigeno a partire da una profondità di 20 metri, oltre i quali inoltre l'acqua diventa salmastra, di conseguenza i pesci possono sopravvivere solo nelle acque superficiali; sotto tale livello sono stati comunque trovati batteri e vermi in grado di vivere anche in assenza di ossigeno.
Tra il 1943 e il 1944 i nazisti si servirono delle rive del Toplitz come sede di esperimenti per la guerra navale. Gli scienziati testarono differenti tipi di esplosivo facendo esplodere cariche fino a 4.000 kg a varie profondità per misurarne gli effetti. Inoltre lanciarono siluri da rampe di lancio piazzate nel lago contro le montagne circostanti producendo ampi fori sulle loro pareti.
Nel lago pare siano state inoltre affondate casse piene di milioni di banconote contraffatte in seguito all'operazione Bernhard, mai portata a termine. Si sospetta che nel lago siano stati celati altri tesori di cui la Germania si era appropriata durante la seconda guerra mondiale, tra cui grosse quantità d'oro e opere d'arte. Nonostante le ripetute ricerche il fantomatico tesoro non è mai stato ritrovato. Nell'ottobre 2009 il governo austriaco, per tutelare l'integrità dell'ambiente, ha annunciato l'intenzione di proibire ulteriori ricerche della zona per 99 anni.
Si può accedere alla zona del lago solo a piedi seguendo un sentiero lungo circa un chilometro e mezzo.